# Чжан Хвей
Чжан Хвей (кит.: 张会, нар. 8 березня 1988) — китайська ковзанярка, що спеціалізується в шорт-треку, олімпійська чемпіонка.
Золоту олімпійську медаль та звання олімпійської чемпіонки Чжан виборола на Олімпіаді у Ванкувері в складі естафетної збірної Китаю в естафеті на 3000 м.